# Động đất hàng loạt

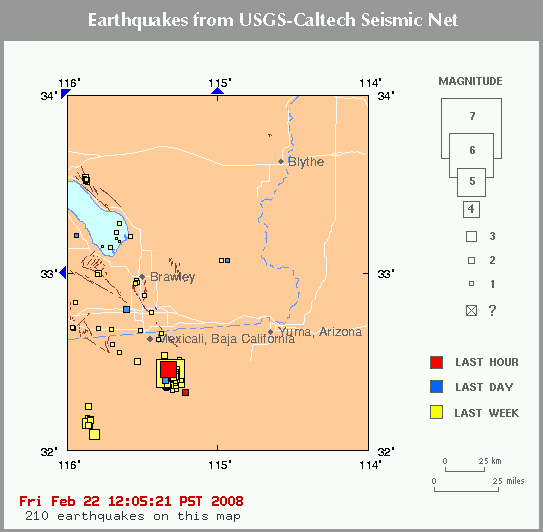
Động đất hàng loạt tháng 2 năm 2008 gần Mexicali.

Động đất hàng loạt là các sự kiện mà một khu vực địa phương trải qua một loạt các trận động đất xảy ra trong một thời gian ngắn. Khoảng thời gian được sử dụng để định nghĩa động đất hàng loạt thay đổi, có thể là ngày, tuần, hay năm. Chúng khác với việc động đất theo sau bởi các dư chấn vì theo quan sát không có trận động đất nào trong chuỗi động đất là động đất chính.

## Ví dụ
- Giữa tháng hai và tháng 4 năm 2008 một chuỗi 1.000 trận động đất nhỏ xảy ra ở Hoa Kỳ, gọi là động đất Reno 2008 bắt đầu vào tháng hai và kết thúc vào tháng mười một.[2]
- Trong động đất El Hierro 2011-12. Từ tháng 7 năm 2011 cho đến tháng 10 năm 2011, hàng trăm trận động đất nhỏ đã được xác định. Năng lượng tích lũy được giải phóng bởi động đất hàng loạt tăng đáng kể ngày 28 tháng 9.[3] Loạt động đất này là do chuyển động của mắc ma phía dưới hòn đảo, và vào ngày 9 tháng 10 dấu hiệu phun trào của một núi lửa dưới đại dương đã được phát hiện.[4]
- Hơn 500 trận động đất và dư chấn xảy ra trong một thời gian hai tuần trong tháng 2 năm 2008 gần Mexicali, dọc theo đứt gãy Cerro Prieto.[5]
- Năm 2013, quần đảo Santa Cruz trải qua một loạt trận động đất lớn có độ lớn 5 và 6 xảy ra trong hai tháng 1 và 2 - là tiền chấn của trận động đất Solomon 2013 8 độ ngày 6 tháng 6.
- Trong năm 2014, một khu vực gần biên giới California/Oregon/Nevada trải qua hơn 800 trận động đất nhỏ trong khoảng thời gian ba tháng.[6] Hơn 550 trận động đất có độ lớn khoảng 2.0 hoặc lớn hơn.[7]